# Kruki (województwo warmińsko-mazurskie)
Kruki (niem. do 1938 Krugken, 1938–1945 Krucken) – osada w Polsce położona w województwie warmińsko-mazurskim, w powiecie gołdapskim, w gminie Banie Mazurskie, w sołectwie Jagiele.
W latach 1975–1998 miejscowość administracyjnie należała do województwa suwalskiego.
We wsi dwór neoklasycystyczny z XIX wieku oraz pozostałości zabudowy folwarcznej.